# Jaume Morera i Guixà
Jaume Morera i Guixà (Olesa de Montserrat, 3 de juliol del 1950- 18 d'abril del 2018) fou un historiador, investigador i estudiós del medi físic. Els seus interessos han estat l'espeleologia, l'arqueologia i la fotografia.
De jove va adherir-se al SIS (Secció d'Investigacions Subterrànies) del Centre Excursionista de Terrassa. Més endavant, amb un grup d'amics van formar el novembre de 1980 el Centre Muntanyenc i de Recerques Olesà. Dins d'aquesta entitat local va ser el responsable de la secció de Recerques, encarregada de la investigació, conservació i difusió del patrimoni local i regional de la vila. Una de les seves activitats esportives més practicades al llarg dels anys ha estat l'espeleologia amb l'afegit dels seus coneixements d'enginyeria que li va permetre topografiar gran nombre de cavitats de la geografia espanyola. En els últims anys de la seva vida va ser membre del Consell del consell rector de la Comunitat Minera Olesana. Va morir l'abril del 2018 a causa d'una malaltia.

## Obres publicades
- MORERA, Jaume. (2019). Recull històric de l'aigua d'Olesa. 150 anys de la fundació de la Sociedad Minera Olesanesa. Olesa de Montserrat: Comunitat Minera Olesana.[4]